# Lacon (Illinois)
Lacon ist eine Kleinstadt und Verwaltungssitz des Marshall County im Norden des US-amerikanischen Bundesstaates Illinois.
Im Jahre 2020 hatte Lacon 1878 Einwohner.

## Geographie

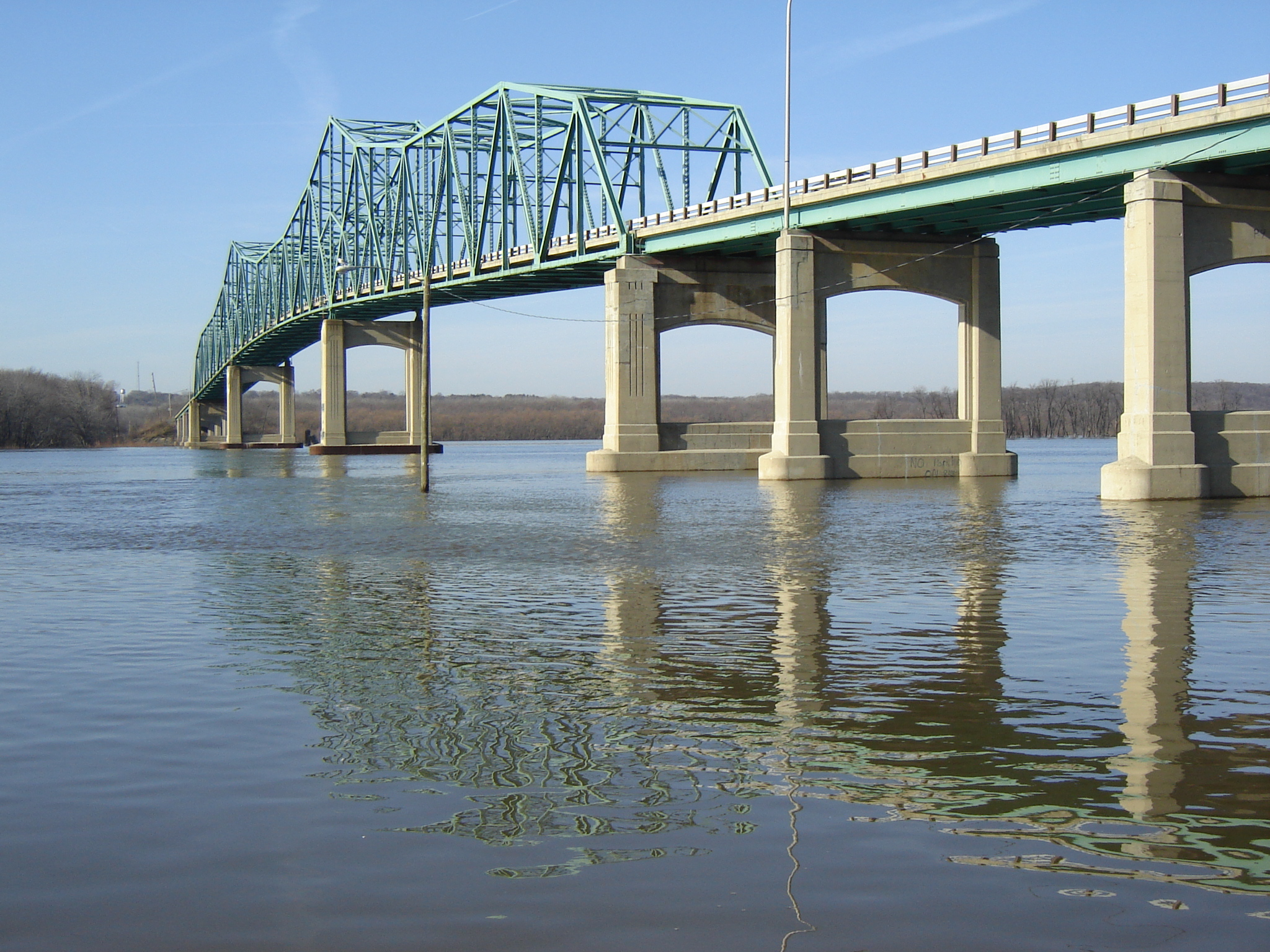
Brücke über den Illinois River bei Lacon

Lacon liegt am östlichen Ufer des Illinois River, einem Nebenfluss des Mississippi Rivers. Die Stadt erstreckt sich über 4,3 km², die sich auf 4,1 km² Land- und 0,2 km² Wasserfläche verteilen.
Durch Lacon führt in Ost-West-Richtung die Illinois State Route 17, die über die Flussbrücke die Stadt nach Westen verlässt. Im Stadtzentrum kreuzt die Illinois State Route 26.
Von Lacon sind es 161 Kilometer in südlicher Richtung nach Springfield, die Hauptstadt von Illinois. Die Quad Cities liegen 152 Kilometer in westnordwestlicher Richtung, Chicago liegt 209 Kilometer im Nordosten.

## Demografische Daten
Bei der Volkszählung im Jahre 2000 wurde eine Einwohnerzahl von 1979 ermittelt. Diese verteilten sich auf 797 Haushalte in 540 Familien. Die Bevölkerungsdichte lag bei 477,6/km². Es gab 852 Gebäude, was einer Bebauungsdichte von 205,6/km² entsprach.
Die Bevölkerung bestand im Jahre 2000 aus 80,09 % Weißen, 7,10 % Afroamerikanern, 0,10 % Indianern, 0,20 % Asiaten und 0,10 % anderen. 0,40 % gaben an, von mindestens zwei dieser Gruppen abzustammen. 12,91 % der Bevölkerung bestand aus Hispanics, die verschiedenen der genannten Gruppen angehörten.
21,7 % waren unter 18 Jahren, 7,0 % zwischen 18 und 24, 25,4 % von 25 bis 44, 21,9 % von 45 bis 64 und 24,1 % 65 und älter. Das durchschnittliche Alter lag bei 42 Jahren. Auf 100 Frauen kamen statistisch 88,8 Männer, bei den über 18-Jährigen 83,6.
Das durchschnittliche Einkommen pro Haushalt betrug $40.203, das durchschnittliche Familieneinkommen $47.670. Das Einkommen der Männer lag durchschnittlich bei $36.250, das der Frauen bei $20.694. Das Pro-Kopf-Einkommen belief sich auf $18.309. Rund 3,6 % der Familien und 5,0 % der Gesamtbevölkerung lagen mit ihrem Einkommen unter der Armutsgrenze.

## Persönlichkeiten
- Robert Lamb Sproull (1918–2014), Physiker und Hochschullehrer